# 데이비드 모리시
데이비드 모리시(David Morrissey, 1964년 6월 21일 ~ )는 잉글랜드의 배우이다.

## 출연 작품

### 텔레비전
- 스테이트 오브 플레이 (2003)
- 이성과 감성 (2008)
- 닥터 후 (2008)
- 아가사 크리스티: 명탐정 포와로 (2010)
- 워킹 데드 (2012-15)
- 엑스턴트 (2015)
- 더 미씽 (2016)
- 멋진 징조들 (2019)

### 영화
- 차례로 익사시키기 (1988)
- 로빈 후드 (1991)
- 나의 청춘 워터랜드 (1992)
- 인생 이야기 (1993)
- 힐러리와 재키 (1998)
- 코렐리의 만돌린 (2001)
- 진주 귀걸이를 한 소녀 (2003)
- 디레일드 (2005)
- 원초적 본능 2 (2006)
- 리핑: 10개의 재앙 (2007)
- 워터호스 (2007)
- 천일의 스캔들 (2008)
- 존 레논 비긴즈: 노웨어 보이 (2009)
- 블리츠 (2011)
- 테이크 다운 (2013)